# 明石レッドソルジャーズの選手一覧
明石レッドソルジャーズの選手一覧（あかしレッドソルジャーズのせんしゅいちらん）は、関西独立リーグ (初代)の明石レッドソルジャーズに所属していた主な選手の一覧である。

## 選手

### NPB入団選手
※当球団より直接入団した選手に限る。年はNPB入団前の最終所属年。
- 2010年
  - 深江真登 - オリックス・バファローズ（ドラフト5位、2011年 - 2014年）

### その他
- 福泉敬大（神戸9クルーズ移籍後、読売ジャイアンツより育成選手枠で指名される）
- 前田勝宏
- 増田里絵

## 歴代監督
- 北川公一（2009年 - 2010年8月）
- 藤本博史（2010年8月 - 2010年終了時、監督代行）